# Lagenaria siceraria
Lagenaria siceraria é uma espécie de Lagenaria. É popularmente conhecida como porongo, purunga, purungo, porongueiro, porangueiro, cabaça, calabaça, abóbora-d'água, cabaceiro-amargoso, cabaça-amargosa, cabaça-de-trombeta, cabaça-purunga, cabaço-amargoso, cuietezeiro, cuietezeira, taquera, colombro e cocombro. É nativa da África e da Índia. Seus frutos são utilizados para se fazer cuias e cabaças.

## Sinônimos
Sinônimos aceitos:
- Cucumis bicirrha J.R.Forst. ex Guill.
- Cucumis lagenaria (L.) Dumort.
- Cucumis mairei H.Lév.
- Cucurbita ciceraria Molina [variação da escrita]
- Cucurbita idolatrica Willd.
- Cucurbita idololatrica Willd.
- Cucurbita lagenaria L.
- Cucurbita leucantha Duchesne
- Cucurbita pyriformis M.Roem.
- Cucurbita siceraria Molina
- Cucurbita vittata Blume
- Lagenaria bicornuta Chakrav.
- Lagenaria idolatrica (Willd.) Ser. ex Cogn.
- Lagenaria lagenaria (L.) Cockerell [inválido]
- Lagenaria leucantha (Duchesne) Rusby
- Lagenaria microcarpa Naudin [inválido]
- Lagenaria vulgaris Ser.

## Etimologia
"Porongo", "purunga" e "purungo" vêm do quíchua poronco, "vaso de barro com o gargalo estreito e comprido", através do espanhol rioplatense porongo.

## Descrição
A Lagenaria siceraria é uma trepadeira anual e vigorosa com folhas grandes e aparência exuberante, tem rápido crescimento podendo florescer em apenas 2 meses após a semeadura. O caule grosso é sulcado longitudinalmente, a videira é ramificada e sobe por meio de gavinhas ao longo do tronco. A folhagem é coberta com pelos macios e tem um odor almiscarado quando esmagadas.

## Galeria

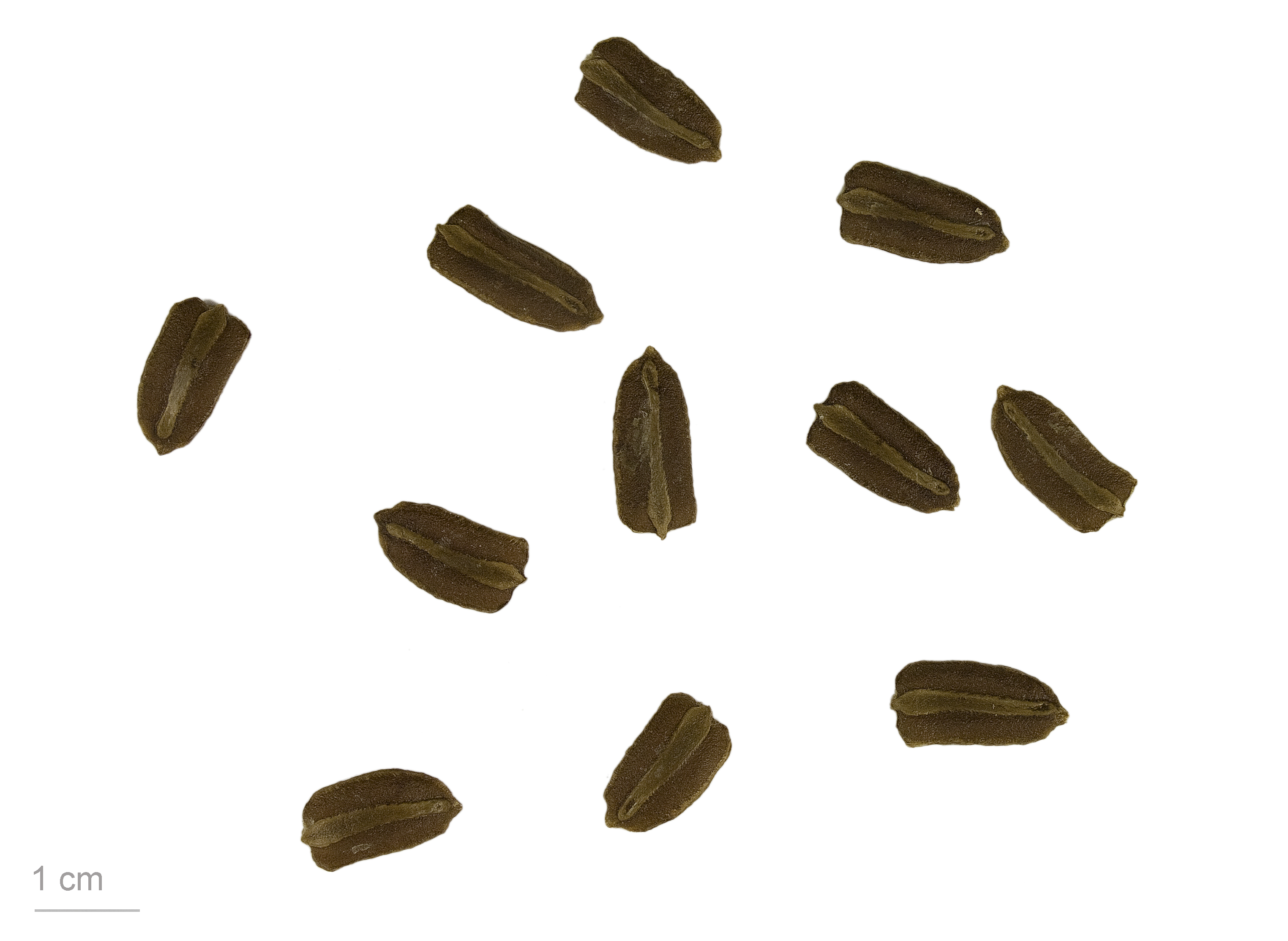
Sementes
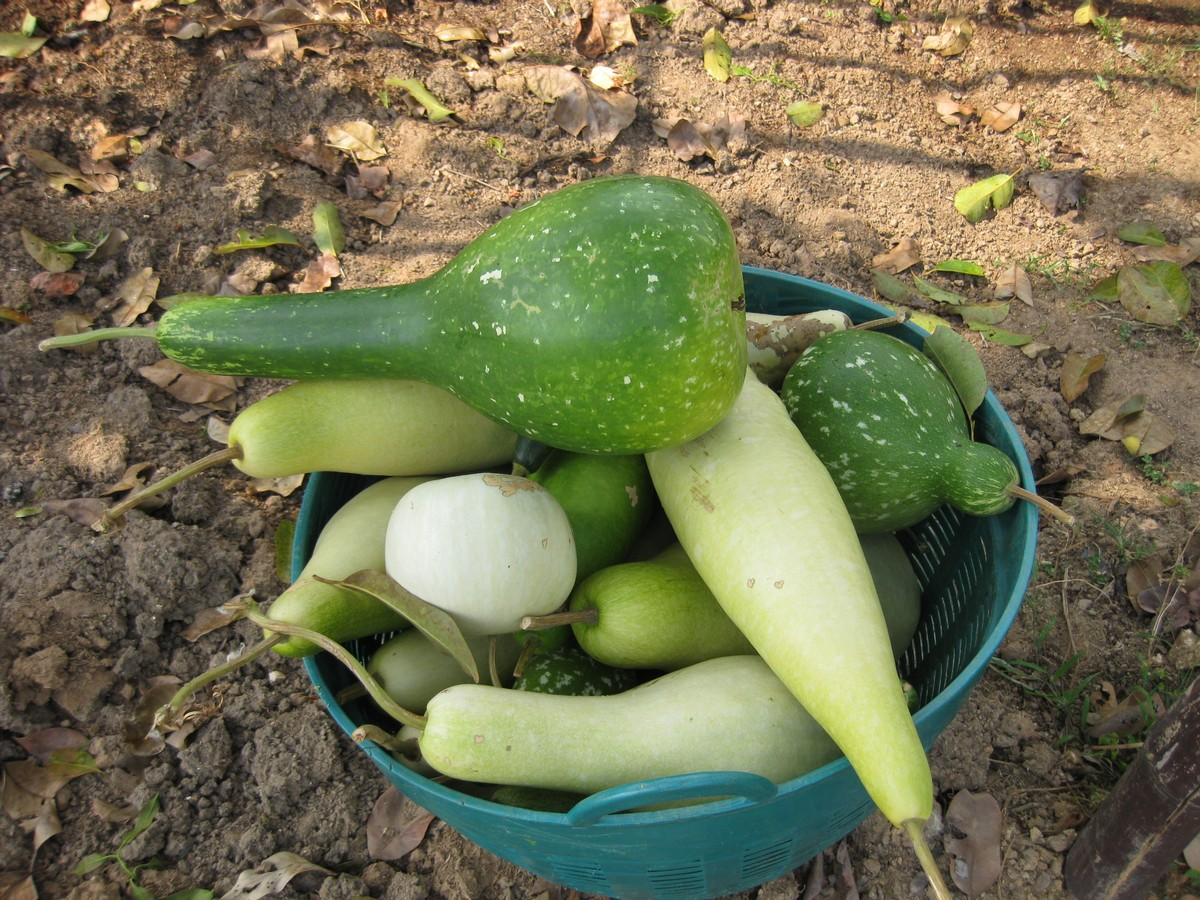
Frutos
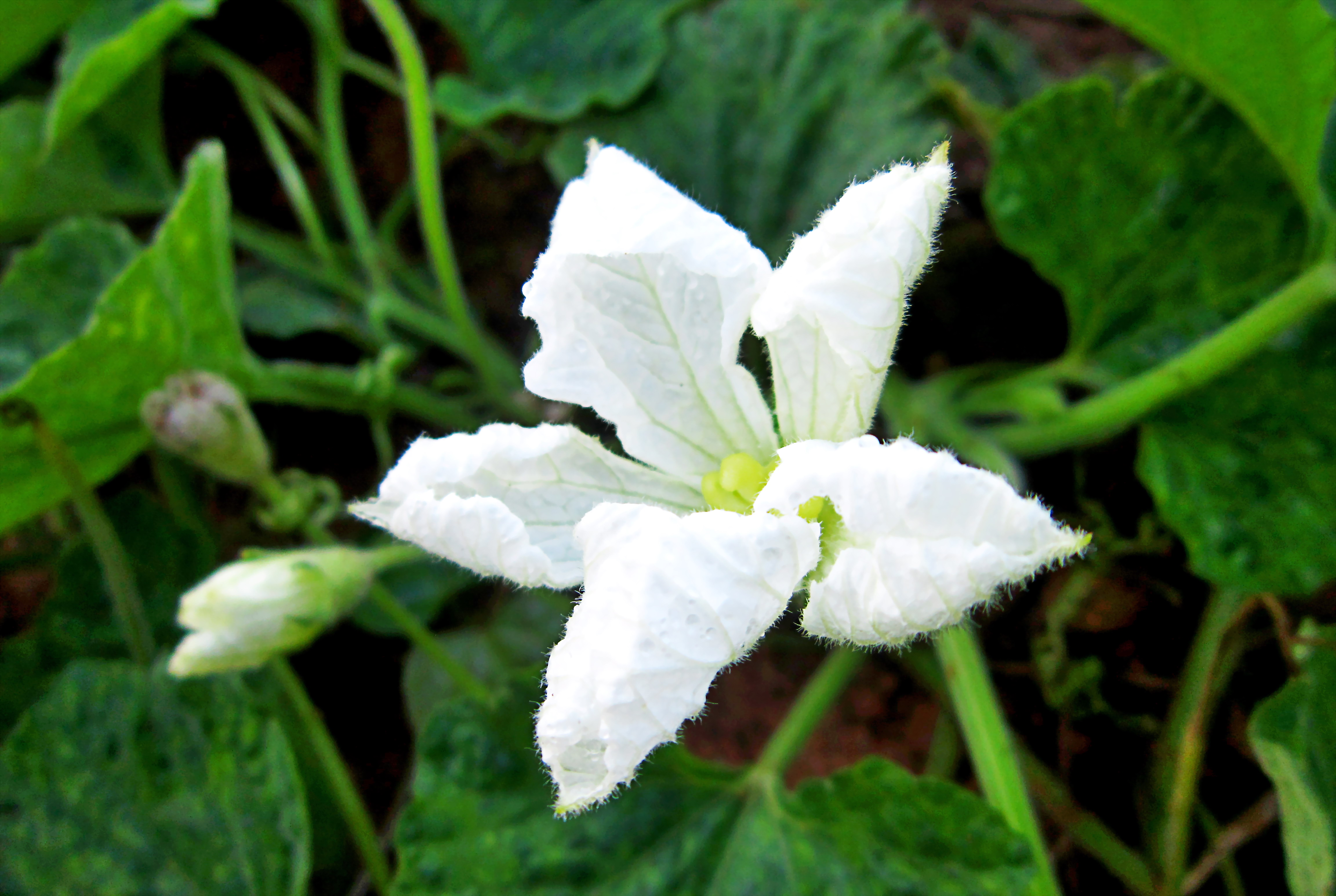
Flor
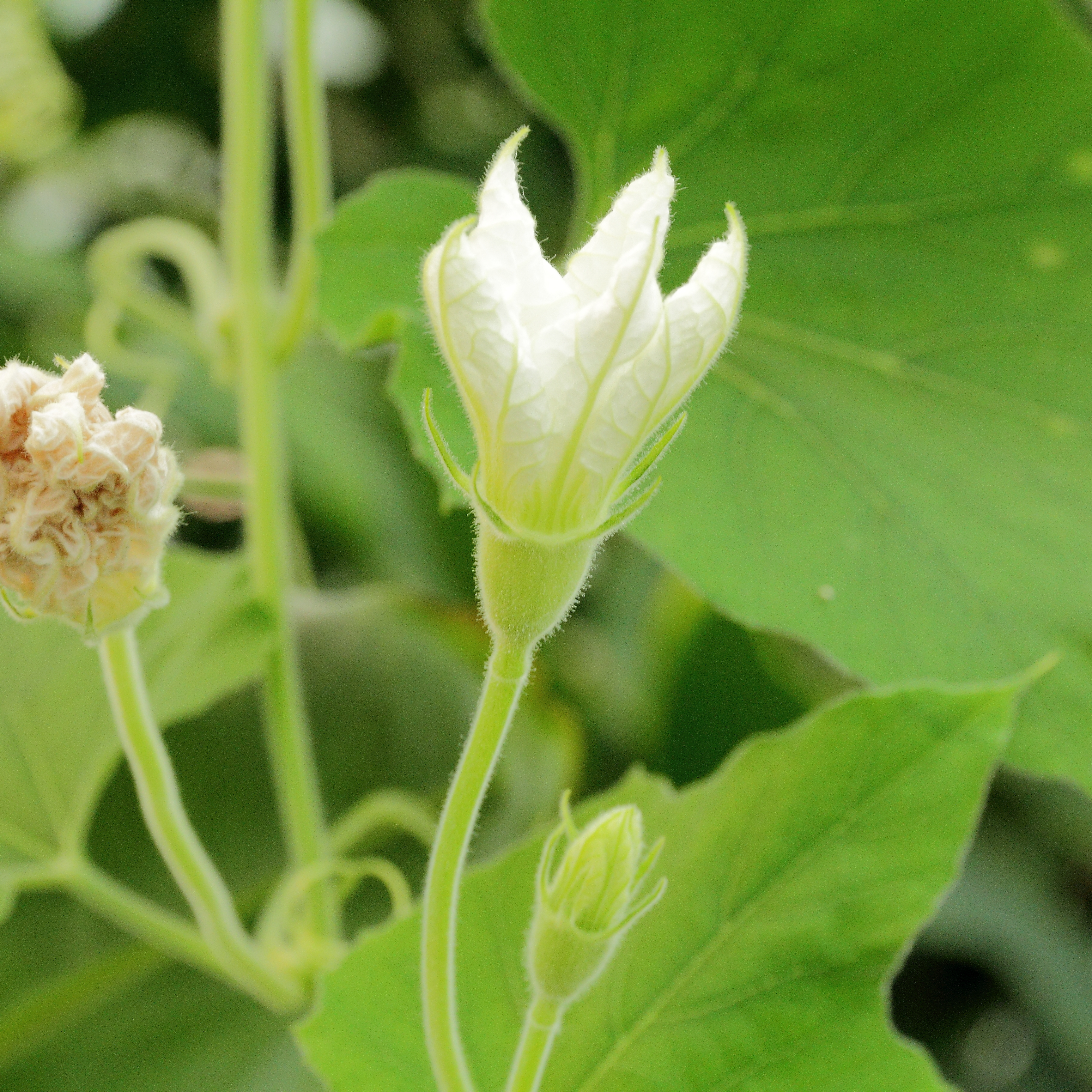
Botão de flor